# Amarotypus edwardsi
Amarotypus edwardsi é uma espécie de besouros carabídeos da tribo Amarotypini, com distribuição restrita à Nova Zelândia. O gênero Amarotypus é um monotipo, com A. edwardsi sendo a única espécie descrita.